# Melachokkanathapuram
Melachokkanathapuram é uma panchayat (vila) no distrito de Theni, no estado indiano de Tamil Nadu.

## Demografia
Segundo o censo de 2001,  Melachokkanathapuram  tinha uma população de 11,661 habitantes. Os indivíduos do sexo masculino constituem 50% da população e os do sexo feminino 50%. Melachokkanathapuram tem uma taxa de literacia de 58%, inferior à média nacional de 59.5%: a literacia no sexo masculino é de 68% e no sexo feminino é de 49%. Em Melachokkanathapuram, 11% da população está abaixo dos 6 anos de idade. 
Em Melachokkanathapuram existem 4051 habitações, segundo o censo de 2011. 